# Nicòstrat d'Atenes (poeta)
Nicòstrat (grec antic: Νικόστρατος, Nikóstratos) va ser un poeta còmic atenès que, segons diu Apol·lodor, era el fill més jove dels tres fills d'Aristòfanes.
Ateneu de Nàucratis l'inclou entre els poetes de la comèdia mitjana, però sembla que almenys en part pertanyia a la nova comèdia. Harpocració esmenta la seva obra Ὀρνιθευτής, que seria del grup de la nova comèdia, i alguns personatges d'altres obres també van en el mateix sentit, com ara a Βασιλεῖς (Basileis), on va introduir la figura del soldat presumit, i Τοκιστής (Tokistés "usurer") amb un prestador de diners avariciós. Foci parla de la seva passió per una dona anomenada Tetigidea (grec antic: Τεττιγιδαία, Tettigidaia), passió que el va portar al suïcidi saltant de la Roca Lèucada.
Els títols de les seves obres són:
| - Ἀντυλλος (Ántyllos) - Οἰνοτίων (Oinotíon) - Πάνδροσος (Pàndrosos) - Ἱεροφάντης (Hierofanta) - Κλίνη (Kline, 'triclini') - Ἅβρα (Abra, 'delicada') | - Ἡσίοδος (Hesíode) - Διάβολος (Diábolos, 'calumniador') - Ἀντερωσα (Anterosa "'a que demana') - Ἐκάτη (Hècate) - Μάγειρος (Mágeiros, 'cuiner') | - Ὦτις (Otis, 'avutarda') - Πλοῦτος (Plutos) - Σύρος (Siros 'sirians') - Ἀπελαυνόμενος (Apelaunómenos, 'exclosos') - Ψευδοστιγματίας (Pseudostigmatías, 'falsos esclaus') |

Les tres primeres són majoritàriament atribuïdes a Fileter, possible tercer fill d'Aristòfanes.